# Günter Stopperich

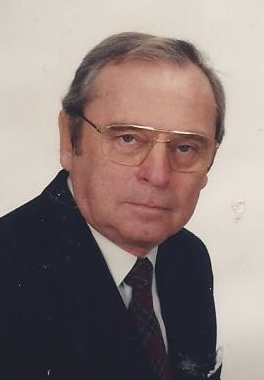
Günter Stopperich

Günter Stopperich (* 1. Mai 1927 in Glogau; † 28. September 2022) war ein deutscher Tourismusmanager.

## Karriere
Stopperich war touristischer Berater der Streitkräfte der Vereinigten Staaten in Europa für deren Armed Forces Recreation Centers Berchtesgaden und Chiemsee. Er war ab 1960 Geschäftsführer und Kurdirektor des Fremdenverkehrsverbands Berchtesgadener Land, heute Zweckverband Bergerlebnis Berchtesgaden. Im Jahre 1964 war er Sprecher bei den IX. Olympischen Winterspielen in Innsbruck. Die Deutsche Zentrale für Tourismus berief ihn für die Jahre 1977 bis 1981 als ihren Vertreter für die Länder Asiens in Tokio. Von 1981 bis 1990 war Stopperich im Auftrag des Bayerischen Wirtschaftsministeriums Direktor des Landesfremdenverkehrsverbandes Bayern, um die Organisationen des Tourismus aufzubauen.
Nach seiner Pensionierung im Jahre 1990 gründete er die Agentur für Touristische Contacte in München. In dieser Zeit (1990–1997) war er unter anderem mit dem Aufbau des Tourismus in den Neuen Bundesländern (Sachsen und Brandenburg) beauftragt.
Von 1990 bis 1997 war er Dozent für Tourismuswirtschaft an den Fachhochschulen München und Kempten.
Er lebte zuletzt in Utting am Ammersee.

## Auszeichnungen
- Ehrendoktor der Universität Neapel / Italien, Freie Fakultät (1989)
- Bundesverdienstkreuz am Bande der Bundesrepublik Deutschland (1989)
- Österreichische Olympia-Medaille (1964)
- Verdienstkreuz von Indonesien (1971)
- „Goldenes Steuerrad“ für Verdienste im internationalen Tourismus (1965)
- Ehrenbürger von Pueblo, Colorado, USA (1983)
- „Goldener Schlüssel“ der Stadt Aurora / Kalifornien, USA (1990)
- „Professor Erwin von Bälz-Preis“ – Japan (1990)
- „Christopher-Columbus-Ehrenpreis“, Santo Domingo, Dominikanische Republik (1992)
- Goldene Ehrennadel des AVD